# Lunga vară fierbinte (film din 1985)
Lunga vară fierbinte (titlul original: în engleză The Long Hot Summer) este un film dramatic de televiziune american în două episoade, realizat în 1985 de regizorul Stuart Cooper, remake al filmului din 1958 regizat de Martin Ritt. Protagoniști filmului sunt actorii Don Johnson, Jason Robards, Judith Ivey și Cybill Shepherd.

## Rezumat
Ben Quick, un tânăr din sud care este suspectat ca „incendiator de hambare”. Ben obține un loc de muncă la conacul din Mississippi al „șefului” orașului Will Varner. Fiica lui Varner, Noel și nora Eula luptă pentru a câștiga atenția chipeșului Ben, în timp ce Jody, fiul fără inițiativă al patriarhului, fierbe de necaz. Când sunt incendiate câteva hambare di zonă, Ben este principalul suspect, și nimeni nu este mai suspicios decât Noel...

## Distribuție
- Don Johnson – Ben Quick
- Jason Robards – Will Varner
- Judith Ivey – Noel Varner
- Cybill Shepherd – Eula Varner
- Ava Gardner – Minnie Littlejohn
- William Russ – Jody Varner
- Wings Hauser – Wilson Mahood
- Alexandra Johnson – Agnes Stewart
- Stephen Davies – Alan Stewart
- Charlotte Stanton – dna. Stewart
- Albert Hall – Armistead Howlett
- William Forsythe – Isaac
- James Gammon – Billy Quick
- Rance Howard – Wilk

## Melodii din film
- One More Roll of the Dice muzica și textul de Steve Moos, orchestrația de Charles Bernstein

## Premii și nominalizări
- 1986 Primetime Emmy Awards
  - Premiu pentru Regie artistică remarcabilă pentru o miniserie lui Jan Scott (designer de producție) și lui Keith Hein (decorator de set) pentru seria I-a;
  - Nominalizare – Miniserie remarcabilă pentru Leonard Hill (producator executiv), John Thomas Lenox (producator executiv), Ronald Gilbert (producție) și Dori Weiss (producător)